# Louis Teicher
Louis Milton Teicher (Wilkes-Barre, Pensilvânia, 24 de agosto de 1924 — Highlands, Carolina do Norte, 3 de agosto de 2008) foi um pianista norte-americano.
Formou, juntamente com o pianista Arthur Ferrante, um duo chamado Ferrante & Teicher, durante a década de 1960.
Teicher faleceu de insuficiência cardíaca em sua casa de verão. Ele tinha 83 anos.
Teicher foi um residente de Englewood Cliffs, Nova Jérsia, na década de 1970.